# Lee Jae-sung (calciatore 1992)
Lee Jae-sung (이재성?, 李在成?; Ulsan, 10 agosto 1992) è un calciatore sudcoreano, centrocampista del Magonza e della nazionale sudcoreana.

## Caratteristiche tecniche
Classico centrocampista box to box, è dotato di una straordinaria resistenza, ma anche di intelligenza tattica, che gli torna utile quando esegue i suoi passaggi per nelle azioni offensive. Il suo piede forte è il sinistro, inoltre è abile nel segnare anche con il tiro di testa. Si distingue per la sua versalità, essendo in grado di adattarsi a tutte le situazioni di gioco.

## Carriera

### Club

#### Jeonbuk Hyundai
Dopo aver frequentato l'Università della Corea dal 2011 al 2014, nel 2014 si è trasferito allo Jeonbuk Hyundai, vince l'edizione 2014 della K League, segna un gol sconfiggendo per 4-1 il Gyeongnam, riesce a fare una rete sia al Busan IPark che al Jeonnam Dragons vincendo entrambe le partite per 2-0, inoltre con un suo assist Kaio Felipe Gonçalves segna il gol del 1-0 vincendo contro il Seoul. Vince pure l'edizione successiva nella quale segna il gol del 1-0 sconfiggendo il Jeju United, è autore della rete del 2-1 battendo il Suwon Samsung, riesce a fare un gol anche nella vittoria per 3-0 contro il Seoul. Conquista la AFC Champions League dove segna un solo gol, battendo per 3-0 l'FC Tokyo. Partecipa al Mondiale per Club dove, battendo un calcio d'angolo permette al suo compagno Kim Shin-wook di segnare il gol del 4-1 battendo il Sundowns. Vince l'edizione 2017 dove segna un gol sconfiggendo per 3-0 il Jeju United, riesce a fare una rete battendo per 2-1 sia l'Ulsan Hyundai che il Seoul, segna una rete pure contro il Gwangju vincendo per 3-1, è autore di una doppietta prevalendo per 4-0 contro il Pohang Steelers. Vince pure l'edizione 2018 del campionato sudcoreano segnando dei gol nelle varie vettorie contro il Seoul (4-0), il Jeju United (1-0), l'Ulsan Hyundai (2-0) e il Jeonnam Dragons (3-0).

#### Holstein Kiel
Nell'estate del 2018 si trasferisce in Europa all'Holstein Kiel, squadra militante nella seconda serie tedesca, con cui sigla un contratto triennale. Nella sua prima stagione segna un gol battendo per 2-1 sia il SV Sandhausen che il St. Pauli, realizza il gol del 4-0 sconfiggendo il Duisburg, riesce inoltre a fare un gol battendo per 3-0 il Dinamo Dresda. Nella sua seconda stagione, segna una doppietta nella vittoria per 2-1 contro il Karlsruhe, riesce a fare una rete battendo il Bochum per 2-1 inoltre il suo gol permette alla squadra di sconfiggere per 1-0 lo Stoccarda; nella Coppa di Germania nel match contro il Bayern Monaco dopo un pareggio per 2-2 l'Holstein Kiel vince per 6-5 ai rigori, Jae-sung è tra i giocatori che riesce a segnare dal dischetto. Nella sua ultima stagione segna sei reti in campionato, realizza il gol del 2-0 sconfiggendo il Fortuna Düsseldorf, segna la rete del 3-1 battendo il Bochum, inoltre riesce a fare una doppietta nella partita che il Jahn Regensburg perde per 3-2

#### Magonza
Debutta nella Bundesliga nel 2021 giocando con il Magonza, il suo primo gol lo segna sconfiggendo per 2-1 l'Arminia Bielefeld, riesce a fare una rete battendo per 2-0 l'Hoffenheim e un'altra prevalendo per 4-0 contro l'Hertha Berlino. Nella sua seconda stagione nel campionato tedesco segna sette gol, realizza la rete del 2-0 battendo il Werder Bremen, apre le marcature nella vittorie per 5-2 contro il Bochum e per 4-0 contro il Borussia Mönchengladbach, riesce inoltre a fare una doppietta sconfiggendo l'Augusta per 3-1.

### Nazionale
Debutta in nazionale maggiore nel 2015, il 27 marzo in un'amichevole pareggiando per 1-1 contro l'Uzbekistan, quattro giorni dopo in un'altra amichevole segna il suo primo gol con la maglia della nazionale, con la rete del 1-0 che decide la vittoria di misura contro la Nuova Zelanda. Viene convocato per i Mondiali 2018 in Russia, dove gioca da titolare tutte e 3 le partite della squadra eliminata ai gironi.
Il 7 settembre 2018 segna un gol battendo per 2-0 la Costa Rica, invece il 26 marzo 2019 è autore della rete del 2-1 sconfiggendo in un'altra amichevole la Colombia.

## Statistiche

### Cronologia presenze e reti in nazionale
| Cronologia completa delle presenze e delle reti in nazionale ― Corea del Sud | Cronologia completa delle presenze e delle reti in nazionale ― Corea del Sud | Cronologia completa delle presenze e delle reti in nazionale ― Corea del Sud | Cronologia completa delle presenze e delle reti in nazionale ― Corea del Sud | Cronologia completa delle presenze e delle reti in nazionale ― Corea del Sud | Cronologia completa delle presenze e delle reti in nazionale ― Corea del Sud | Cronologia completa delle presenze e delle reti in nazionale ― Corea del Sud | Cronologia completa delle presenze e delle reti in nazionale ― Corea del Sud |
| Data                                                                         | Città                                                                        | In casa                                                                      | Risultato                                                                    | Ospiti                                                                       | Competizione                                                                 | Reti                                                                         | Note                                                                         |
| ---------------------------------------------------------------------------- | ---------------------------------------------------------------------------- | ---------------------------------------------------------------------------- | ---------------------------------------------------------------------------- | ---------------------------------------------------------------------------- | ---------------------------------------------------------------------------- | ---------------------------------------------------------------------------- | ---------------------------------------------------------------------------- |
| 27-3-2015                                                                    | Daejeon                                                                      | Corea del Sud                                                                | 1 – 1                                                                        | Uzbekistan                                                                   | Amichevole                                                                   | -                                                                            | 86’                                                                          |
| 31-3-2015                                                                    | Seul                                                                         | Corea del Sud                                                                | 1 – 0                                                                        | Nuova Zelanda                                                                | Amichevole                                                                   | 1                                                                            | 64’                                                                          |
| 11-6-2015                                                                    | Kuala Lumpur                                                                 | Corea del Sud                                                                | 3 – 0                                                                        | Emirati Arabi Uniti                                                          | Amichevole                                                                   | -                                                                            | 82’                                                                          |
| 16-6-2015                                                                    | Bangkok                                                                      | Birmania                                                                     | 0 – 2                                                                        | Corea del Sud                                                                | Qual. Mondiali 2018                                                          | 1                                                                            |                                                                              |
| 2-8-2015                                                                     | Wuhan                                                                        | Cina                                                                         | 1 – 2                                                                        | Corea del Sud                                                                | Coppa dell'Asia orientale 2015                                               | -                                                                            | 79’                                                                          |
| 5-8-2015                                                                     | Wuhan                                                                        | Giappone                                                                     | 1 – 1                                                                        | Corea del Sud                                                                | Coppa dell'Asia orientale 2015                                               | -                                                                            | 64’                                                                          |
| 9-8-2015                                                                     | Wuhan                                                                        | Corea del Sud                                                                | 0 – 0                                                                        | Corea del Nord                                                               | Coppa dell'Asia orientale 2015                                               | -                                                                            | 88’                                                                          |
| 3-9-2015                                                                     | Hwaseong                                                                     | Corea del Sud                                                                | 8 – 0                                                                        | Laos                                                                         | Qual. Mondiali 2018                                                          | 1                                                                            | 77’                                                                          |
| 8-9-2015                                                                     | Sidone                                                                       | Libano                                                                       | 0 – 3                                                                        | Corea del Sud                                                                | Qual. Mondiali 2018                                                          | -                                                                            | 46’                                                                          |
| 8-10-2015                                                                    | Madinat al-Kuwait                                                            | Kuwait                                                                       | 0 – 1                                                                        | Corea del Sud                                                                | Qual. Mondiali 2018                                                          | -                                                                            | 88’                                                                          |
| 13-10-2015                                                                   | Seul                                                                         | Corea del Sud                                                                | 3 – 0                                                                        | Giamaica                                                                     | Amichevole                                                                   | -                                                                            | 70’                                                                          |
| 12-11-2015                                                                   | Suwon                                                                        | Corea del Sud                                                                | 4 – 0                                                                        | Birmania                                                                     | Qual. Mondiali 2018                                                          | 1                                                                            | 86’                                                                          |
| 17-11-2015                                                                   | Vientiane                                                                    | Laos                                                                         | 0 – 5                                                                        | Corea del Sud                                                                | Qual. Mondiali 2018                                                          | -                                                                            |                                                                              |
| 24-3-2016                                                                    | Ansan                                                                        | Corea del Sud                                                                | 1 – 0                                                                        | Libano                                                                       | Qual. Mondiali 2018                                                          | -                                                                            | 82’                                                                          |
| 1-6-2016                                                                     | Salisburgo                                                                   | Spagna                                                                       | 6 – 1                                                                        | Corea del Sud                                                                | Amichevole                                                                   | -                                                                            | 61’                                                                          |
| 5-6-2016                                                                     | Praga                                                                        | Rep. Ceca                                                                    | 1 – 2                                                                        | Corea del Sud                                                                | Amichevole                                                                   | -                                                                            | 63’                                                                          |
| 1-9-2016                                                                     | Seul                                                                         | Corea del Sud                                                                | 3 – 2                                                                        | Cina                                                                         | Qual. Mondiali 2018                                                          | -                                                                            | 83’                                                                          |
| 6-9-2016                                                                     | Seremban                                                                     | Siria                                                                        | 0 – 0                                                                        | Corea del Sud                                                                | Qual. Mondiali 2018                                                          | -                                                                            | 67’                                                                          |
| 15-11-2016                                                                   | Seul                                                                         | Corea del Sud                                                                | 2 – 1                                                                        | Uzbekistan                                                                   | Qual. Mondiali 2018                                                          | -                                                                            | 63’                                                                          |
| 7-6-2017                                                                     | Emirato di Ras al-Khaima                                                     | Iraq                                                                         | 0 – 0                                                                        | Corea del Sud                                                                | Amichevole                                                                   | -                                                                            | 64’                                                                          |
| 13-6-2017                                                                    | Doha                                                                         | Qatar                                                                        | 3 – 2                                                                        | Corea del Sud                                                                | Qual. Mondiali 2018                                                          | -                                                                            |                                                                              |
| 31-8-2017                                                                    | Seul                                                                         | Corea del Sud                                                                | 0 – 0                                                                        | Iran                                                                         | Qual. Mondiali 2018                                                          | -                                                                            | 73’                                                                          |
| 10-11-2017                                                                   | Suwon                                                                        | Corea del Sud                                                                | 2 – 1                                                                        | Colombia                                                                     | Amichevole                                                                   | -                                                                            | 82’                                                                          |
| 14-11-2017                                                                   | Ulsan                                                                        | Corea del Sud                                                                | 1 – 1                                                                        | Serbia                                                                       | Amichevole                                                                   | -                                                                            | 85’                                                                          |
| 9-12-2017                                                                    | Tokyo                                                                        | Corea del Sud                                                                | 2 – 2                                                                        | Cina                                                                         | Coppa dell'Asia orientale 2017                                               | 1                                                                            |                                                                              |
| 12-12-2017                                                                   | Tokyo                                                                        | Corea del Nord                                                               | 0 – 1                                                                        | Corea del Sud                                                                | Coppa dell'Asia orientale 2017                                               | -                                                                            |                                                                              |
| 16-12-2017                                                                   | Chōfu                                                                        | Giappone                                                                     | 1 – 4                                                                        | Corea del Sud                                                                | Coppa dell'Asia orientale 2017                                               | -                                                                            | 72’                                                                          |
| 27-1-2018                                                                    | Aksu                                                                         | Corea del Sud                                                                | 1 – 0                                                                        | Moldavia                                                                     | Amichevole                                                                   | -                                                                            | 46’                                                                          |
| 30-1-2018                                                                    | Aksu                                                                         | Giamaica                                                                     | 2 – 2                                                                        | Corea del Sud                                                                | Amichevole                                                                   | -                                                                            |                                                                              |
| 3-2-2018                                                                     | Aksu                                                                         | Corea del Sud                                                                | 1 – 0                                                                        | Lettonia                                                                     | Amichevole                                                                   | -                                                                            |                                                                              |
| 24-3-2018                                                                    | Belfast                                                                      | Irlanda del Nord                                                             | 2 – 1                                                                        | Corea del Sud                                                                | Amichevole                                                                   | -                                                                            |                                                                              |
| 27-3-2018                                                                    | Varsavia                                                                     | Polonia                                                                      | 3 – 2                                                                        | Corea del Sud                                                                | Amichevole                                                                   | -                                                                            | 63’                                                                          |
| 1-6-2018                                                                     | Jeonju                                                                       | Corea del Sud                                                                | 1 – 3                                                                        | Bosnia ed Erzegovina                                                         | Amichevole                                                                   | 1                                                                            | 87’                                                                          |
| 7-6-2018                                                                     | Innsbruck                                                                    | Corea del Sud                                                                | 0 – 0                                                                        | Bolivia                                                                      | Amichevole                                                                   | -                                                                            | 46’                                                                          |
| 11-6-2018                                                                    | Grödig                                                                       | Corea del Sud                                                                | 0 – 2                                                                        | Senegal                                                                      | Amichevole                                                                   | -                                                                            |                                                                              |
| 18-6-2018                                                                    | Nižnij Novgorod                                                              | Svezia                                                                       | 1 – 0                                                                        | Corea del Sud                                                                | Mondiali 2018 - 1º turno                                                     | -                                                                            |                                                                              |
| 23-6-2018                                                                    | Rostov                                                                       | Corea del Sud                                                                | 1 – 2                                                                        | Messico                                                                      | Mondiali 2018 - 1º turno                                                     | -                                                                            |                                                                              |
| 27-6-2018                                                                    | Kazan'                                                                       | Corea del Sud                                                                | 2 – 0                                                                        | Germania                                                                     | Mondiali 2018 - 1º turno                                                     | -                                                                            | 23’                                                                          |
| 7-9-2018                                                                     | Goyang                                                                       | Corea del Sud                                                                | 2 – 0                                                                        | Costa Rica                                                                   | Amichevole                                                                   | 1                                                                            | 68’                                                                          |
| 11-9-2018                                                                    | Suwon                                                                        | Corea del Sud                                                                | 0 – 0                                                                        | Cile                                                                         | Amichevole                                                                   | -                                                                            | 64’                                                                          |
| 31-12-2018                                                                   | Abu Dhabi                                                                    | Arabia Saudita                                                               | 0 – 0                                                                        | Corea del Sud                                                                | Amichevole                                                                   | -                                                                            | 46’                                                                          |
| 7-1-2019                                                                     | Dubai                                                                        | Corea del Sud                                                                | 1 – 0                                                                        | Filippine                                                                    | Coppa d'Asia 2019 - 1º turno                                                 | -                                                                            | 86’                                                                          |
| 26-3-2019                                                                    | Seul                                                                         | Corea del Sud                                                                | 2 – 1                                                                        | Colombia                                                                     | Amichevole                                                                   | 1                                                                            | 61’                                                                          |
| 7-6-2019                                                                     | Pusan                                                                        | Corea del Sud                                                                | 1 – 0                                                                        | Australia                                                                    | Amichevole                                                                   | -                                                                            | 73’                                                                          |
| 11-6-2019                                                                    | Seul                                                                         | Corea del Sud                                                                | 1 – 1                                                                        | Iran                                                                         | Amichevole                                                                   | -                                                                            | 68’                                                                          |
| 10-9-2019                                                                    | Aşgabat                                                                      | Turkmenistan                                                                 | 0 – 2                                                                        | Corea del Sud                                                                | Qual. Mondiali 2022                                                          | -                                                                            |                                                                              |
| 15-10-2019                                                                   | Pyongyang                                                                    | Corea del Nord                                                               | 0 – 0                                                                        | Corea del Sud                                                                | Qual. Mondiali 2022                                                          | -                                                                            |                                                                              |
| 14-11-2019                                                                   | Beirut                                                                       | Libano                                                                       | 0 – 0                                                                        | Corea del Sud                                                                | Qual. Mondiali 2022                                                          | -                                                                            | 80’                                                                          |
| 19-11-2019                                                                   | Abu Dhabi                                                                    | Brasile                                                                      | 3 – 0                                                                        | Corea del Sud                                                                | Amichevole                                                                   | -                                                                            | 76’                                                                          |
| 14-11-2020                                                                   | Wiener Neustadt                                                              | Corea del Sud                                                                | 2 – 3                                                                        | Messico                                                                      | Amichevole                                                                   | -                                                                            | 62’                                                                          |
| 17-11-2020                                                                   | Maria Enzersdorf                                                             | Qatar                                                                        | 1 – 2                                                                        | Corea del Sud                                                                | Amichevole                                                                   | -                                                                            | 64’                                                                          |
| 5-6-2021                                                                     | Goyang                                                                       | Corea del Sud                                                                | 5 – 0                                                                        | Turkmenistan                                                                 | Qual. Mondiali 2022                                                          | -                                                                            | 72’                                                                          |
| 12-6-2021                                                                    | Goyang                                                                       | Corea del Sud                                                                | 2 – 1                                                                        | Libano                                                                       | Qual. Mondiali 2022                                                          | -                                                                            | 46’                                                                          |
| 2-9-2021                                                                     | Seul                                                                         | Corea del Sud                                                                | 0 – 0                                                                        | Iraq                                                                         | Qual. Mondiali 2022                                                          | -                                                                            | 69’                                                                          |
| 7-9-2021                                                                     | Suwon                                                                        | Corea del Sud                                                                | 1 – 0                                                                        | Libano                                                                       | Qual. Mondiali 2022                                                          | -                                                                            | 72’                                                                          |
| 7-10-2021                                                                    | Seul                                                                         | Corea del Sud                                                                | 2 – 1                                                                        | Siria                                                                        | Qual. Mondiali 2022                                                          | -                                                                            | 56’                                                                          |
| 12-10-2021                                                                   | Teheran                                                                      | Iran                                                                         | 1 – 1                                                                        | Corea del Sud                                                                | Qual. Mondiali 2022                                                          | -                                                                            | 82’                                                                          |
| 11-11-2021                                                                   | Goyang                                                                       | Corea del Sud                                                                | 1 – 0                                                                        | Emirati Arabi Uniti                                                          | Qual. Mondiali 2022                                                          | -                                                                            |                                                                              |
| 16-11-2021                                                                   | Doha                                                                         | Iraq                                                                         | 0 – 3                                                                        | Corea del Sud                                                                | Qual. Mondiali 2022                                                          | 1                                                                            | 66’                                                                          |
| 27-1-2022                                                                    | Sidone                                                                       | Libano                                                                       | 0 – 1                                                                        | Corea del Sud                                                                | Qual. Mondiali 2022                                                          | -                                                                            |                                                                              |
| 1-2-2022                                                                     | Dubai                                                                        | Siria                                                                        | 0 – 2                                                                        | Corea del Sud                                                                | Qual. Mondiali 2022                                                          | -                                                                            | 90’                                                                          |
| 24-3-2022                                                                    | Seul                                                                         | Corea del Sud                                                                | 2 – 0                                                                        | Iran                                                                         | Qual. Mondiali 2022                                                          | -                                                                            |                                                                              |
| 29-3-2022                                                                    | Dubai                                                                        | Emirati Arabi Uniti                                                          | 1 – 0                                                                        | Corea del Sud                                                                | Qual. Mondiali 2022                                                          | -                                                                            |                                                                              |
| 27-9-2022                                                                    | Seoul                                                                        | Corea del Sud                                                                | 1 – 0                                                                        | Camerun                                                                      | Amichevole                                                                   | -                                                                            | 46’                                                                          |
| 24-11-2022                                                                   | Al Rayyan                                                                    | Uruguay                                                                      | 0 – 0                                                                        | Corea del Sud                                                                | Mondiali 2022 - 1º turno                                                     | -                                                                            | 64’                                                                          |
| 2-12-2022                                                                    | Al Rayyan                                                                    | Corea del Sud                                                                | 2 – 1                                                                        | Portogallo                                                                   | Mondiali 2022 - 1º turno                                                     | -                                                                            | 65’                                                                          |
| 5-12-2022                                                                    | Doha                                                                         | Brasile                                                                      | 4 – 1                                                                        | Corea del Sud                                                                | Mondiali 2022 - Ottavi di finale                                             | -                                                                            | 74’                                                                          |
| 24-3-2023                                                                    | Ulsan                                                                        | Corea del Sud                                                                | 2 – 2                                                                        | Colombia                                                                     | Amichevole                                                                   | -                                                                            | 69’                                                                          |
| 28-3-2023                                                                    | Seul                                                                         | Corea del Sud                                                                | 1 – 2                                                                        | Uruguay                                                                      | Amichevole                                                                   | -                                                                            | 90+2’                                                                        |
| 16-6-2023                                                                    | Busan                                                                        | Corea del Sud                                                                | 0 – 1                                                                        | Perù                                                                         | Amichevole                                                                   | -                                                                            | 63’                                                                          |
| 20-6-2023                                                                    | Daejeon                                                                      | Corea del Sud                                                                | 1 – 1                                                                        | El Salvador                                                                  | Amichevole                                                                   | -                                                                            | 46’                                                                          |
| 7-9-2023                                                                     | Cardiff                                                                      | Galles                                                                       | 0 – 0                                                                        | Corea del Sud                                                                | Amichevole                                                                   | -                                                                            | 84’                                                                          |
| 12-9-2023                                                                    | Newcastle upon Tyne                                                          | Arabia Saudita                                                               | 0 – 1                                                                        | Corea del Sud                                                                | Amichevole                                                                   | -                                                                            | 77’                                                                          |
| 13-10-2023                                                                   | Seul                                                                         | Corea del Sud                                                                | 4 – 0                                                                        | Tunisia                                                                      | Amichevole                                                                   | -                                                                            |                                                                              |
| 17-10-2023                                                                   | Suwon                                                                        | Corea del Sud                                                                | 6 – 0                                                                        | Vietnam                                                                      | Amichevole                                                                   | -                                                                            | 65’                                                                          |
| 16-11-2023                                                                   | Seul                                                                         | Corea del Sud                                                                | 5 – 0                                                                        | Singapore                                                                    | Qual. Mondiali 2026                                                          | -                                                                            | 65’                                                                          |
| 21-11-2023                                                                   | Shenzhen                                                                     | Cina                                                                         | 0 – 3                                                                        | Corea del Sud                                                                | Qual. Mondiali 2026                                                          | -                                                                            | 72’                                                                          |
| 6-1-2024                                                                     | Abu Dhabi                                                                    | Iraq                                                                         | 0 – 1                                                                        | Corea del Sud                                                                | Amichevole                                                                   | 1                                                                            | 46’                                                                          |
| 15-1-2024                                                                    | Doha                                                                         | Corea del Sud                                                                | 3 – 1                                                                        | Bahrein                                                                      | Coppa d'Asia 2023 - 1º turno                                                 | -                                                                            | 82’                                                                          |
| 20-1-2024                                                                    | Doha                                                                         | Giordania                                                                    | 2 – 2                                                                        | Corea del Sud                                                                | Coppa d'Asia 2023 - 1º turno                                                 | -                                                                            | 69’                                                                          |
| 25-1-2024                                                                    | Al Wakrah                                                                    | Corea del Sud                                                                | 3 – 3                                                                        | Malaysia                                                                     | Coppa d'Asia 2023 - 1º turno                                                 | -                                                                            | 19’ 90+11’                                                                   |
| 30-1-2024                                                                    | Al Rayyan                                                                    | Arabia Saudita                                                               | 1 – 1 dts (2 – 4 dtr)                                                        | Corea del Sud                                                                | Coppa d'Asia 2023 - Ottavi di finale                                         | -                                                                            | 64’                                                                          |
| 2-2-2024                                                                     | Al Wakrah                                                                    | Australia                                                                    | 1 – 2 dts                                                                    | Corea del Sud                                                                | Coppa d'Asia 2023 - Quarti di finale                                         | -                                                                            | 69’                                                                          |
| 6-2-2024                                                                     | Al Rayyan                                                                    | Giordania                                                                    | 2 – 0                                                                        | Corea del Sud                                                                | Coppa d'Asia 2023 - Semifinale                                               | -                                                                            | 81’                                                                          |
| 21-3-2024                                                                    | Seul                                                                         | Corea del Sud                                                                | 1 – 1                                                                        | Thailandia                                                                   | Qual. Mondiali 2026                                                          | -                                                                            | 73’                                                                          |
| 26-3-2024                                                                    | Bangkok                                                                      | Thailandia                                                                   | 0 – 3                                                                        | Corea del Sud                                                                | Qual. Mondiali 2026                                                          | 1                                                                            |                                                                              |
| 6-6-2024                                                                     | Kallang                                                                      | Singapore                                                                    | 0 – 7                                                                        | Corea del Sud                                                                | Qual. Mondiali 2026                                                          | -                                                                            | 70’                                                                          |
| 11-6-2024                                                                    | Seul                                                                         | Corea del Sud                                                                | 1 – 0                                                                        | Cina                                                                         | Qual. Mondiali 2026                                                          | -                                                                            | 61’                                                                          |
| 5-9-2024                                                                     | Seul                                                                         | Corea del Sud                                                                | 0 – 0                                                                        | Palestina                                                                    | Qual. Mondiali 2026                                                          | -                                                                            | 58’                                                                          |
| 10-9-2024                                                                    | Mascate                                                                      | Oman                                                                         | 1 – 3                                                                        | Corea del Sud                                                                | Qual. Mondiali 2026                                                          | -                                                                            | 68’                                                                          |
| 10-10-2024                                                                   | Amman                                                                        | Giordania                                                                    | 0 – 2                                                                        | Corea del Sud                                                                | Qual. Mondiali 2026                                                          | 1                                                                            |                                                                              |
| 15-10-2024                                                                   | Yongin                                                                       | Corea del Sud                                                                | 3 – 2                                                                        | Iraq                                                                         | Qual. Mondiali 2026                                                          | 1                                                                            | 87’                                                                          |
| 14-11-2024                                                                   | Al Kuwait                                                                    | Kuwait                                                                       | 1 – 3                                                                        | Corea del Sud                                                                | Qual. Mondiali 2026                                                          | -                                                                            | 81’                                                                          |
| 19-11-2024                                                                   | Amman                                                                        | Palestina                                                                    | 1 – 1                                                                        | Corea del Sud                                                                | Qual. Mondiali 2026                                                          | -                                                                            | 72’                                                                          |
| 20-3-2025                                                                    | Goyang                                                                       | Corea del Sud                                                                | 1 – 1                                                                        | Oman                                                                         | Qual. Mondiali 2026                                                          | -                                                                            |                                                                              |
| 25-3-2025                                                                    | Suwon                                                                        | Corea del Sud                                                                | 1 – 1                                                                        | Giordania                                                                    | Qual. Mondiali 2026                                                          | 1                                                                            |                                                                              |
| 5-6-2025                                                                     | Bassora                                                                      | Iraq                                                                         | 0 – 2                                                                        | Corea del Sud                                                                | Qual. Mondiali 2026                                                          | -                                                                            | cap. 74’                                                                     |
| 10-6-2025                                                                    | Seul                                                                         | Corea del Sud                                                                | 4 – 0                                                                        | Kuwait                                                                       | Qual. Mondiali 2026                                                          | 1                                                                            | 69’                                                                          |
| Totale                                                                       |                                                                              | Presenze                                                                     | 98                                                                           |                                                                              | Reti                                                                         | 15                                                                           |                                                                              |

## Palmarès

### Club

#### Competizioni nazionali
- Campionato sudcoreano: 3

Jeonbuk Hyundai: 2014, 2015, 2017

#### Competizioni internazionali
- AFC Champions League: 1

Jeonbuk Hyundai: 2016

### Nazionale
- Giochi asiatici: 1

2014
- Coppa dell'Asia orientale: 2

2015, 2017